# Morning 20
Morning 20는 SBS V-Radio에서 매일 아침 7시부터 아침 9시까지 방송되는 아침 논스톱 BGM 라디오 프로그램이며, 매일 아침 밝은 분위기의 곡들을 가요 8 : 팝 2의 비율로 선곡한다.